# Neinerciální vztažná soustava

Příkladem neinerciální vztažné soustavy je rotující vztažná soustava. Bod cítí odstředivou sílu, kterou je třeba kompenzovat, aby se mohl dále otáčet. Jinak necítí Eulerovu sílu, protože rychlost otáčení je konstantní, a necítí Coriolisovu sílu, protože se nepohybuje vzhledem k rotujícímu rámu.

Jako neinerciální vztažná soustava se ve fyzice označuje taková vztažná soustava, v níž neplatí 1. Newtonův pohybový zákon ani 3. Newtonův pohybový zákon, tzn. že těleso, ačkoliv na ně nepůsobí žádná síla nebo výslednice sil je nulová, mění svůj pohybový stav (rychlost), tzn. pohybuje se s nenulovým zrychlením. Druhý použít lze, ale musíme vzít v úvahu kromě sil vznikajících vzájemným silovým působením těles i síly setrvačné. Změna pohybového stavu se vysvětluje setrvačnou silou, jejíž původ je mimo neinerciální vztažnou soustavu.
Neinerciální vztažné soustavy se vzhledem k inerciálním vztažným soustavám pohybují zrychleně (s nenulovým zrychlením). Stejně velké zrychlení, ale opačného směru, mají všechna volná tělesa v neinerciální vztažné soustavě (nepůsobí-li na ně další síla).

## Pohybové rovnice pro neinerciální vztažnou soustavu a setrvačné síly

### Pohybová rovnice pro soustavu konající rotační pohyb
Pro vektor rychlosti platí vztah
{\displaystyle {\frac {d\mathbf {v} }{dt}}={\frac {d'\mathbf {v} }{dt}}+\mathbf {\omega } \times \mathbf {v} },
kde levá strana rovnice představuje zrychlení {\displaystyle \mathbf {a} } vzhledem k inerciální soustavě. Za rychlost {\displaystyle \mathbf {v} } dosadíme {\displaystyle \mathbf {v} =\mathbf {v} '+\mathbf {\omega } \times \mathbf {r} }, čímž dostaneme
{\displaystyle \mathbf {a} ={\frac {d'(\mathbf {v} '+\mathbf {\omega } \times \mathbf {r} )}{dt}}+\mathbf {\omega } \times (\mathbf {v} '+\mathbf {\omega } \times \mathbf {r} )}.
Provedeme časovou derivaci a zároveň roznásobíme závorku, čímž dostaneme
{\displaystyle \mathbf {a} ={\frac {d'\mathbf {v} '}{dt}}+{\frac {d'\mathbf {\omega } }{dt}}\times \mathbf {r} +\mathbf {\omega } \times {\frac {d'\mathbf {r} '}{dt}}+\mathbf {\omega } \times \mathbf {v} '+\mathbf {\omega } \times (\mathbf {\omega } \times \mathbf {r} )=\mathbf {a} '+{\frac {d'\mathbf {\omega } }{dt}}\times \mathbf {r} +\mathbf {\omega } \times \mathbf {v} '+\mathbf {\omega } \times \mathbf {v} '+\mathbf {\omega } \times (\mathbf {\omega } \times \mathbf {r} )=\mathbf {a} '+{\frac {d'\mathbf {\omega } }{dt}}\times \mathbf {r} +2\mathbf {\omega } \times \mathbf {v} '+\mathbf {\omega } \times (\mathbf {\omega } \times \mathbf {r} )}.
Časová změna vektoru úhlové rychlosti v rotující soustavě je
{\displaystyle {\frac {d\mathbf {\omega } }{dt}}={\frac {d'\mathbf {\omega } }{dt}}+\mathbf {\omega } \times \mathbf {\omega } =\mathbf {\epsilon } },
z čehož dostáváme celkové zrychlení ve tvaru
{\displaystyle \mathbf {a} =\mathbf {a} '+\mathbf {\epsilon } \times \mathbf {r} +2\mathbf {\omega } \times \mathbf {v} '+\mathbf {\omega } \times (\mathbf {\omega } \times \mathbf {r} )},
pomocí kterého můžeme pohybovou rovnici pro neinerciální vztažnou soustavu psát ve tvaru
{\displaystyle m\mathbf {a} '=m\mathbf {a} -m\mathbf {\epsilon } \times \mathbf {r} -2m\mathbf {\omega } \times \mathbf {v} '-m\mathbf {\omega } \times (\mathbf {\omega } \times \mathbf {r} )=\mathbf {F} +\mathbf {F} _{E}+\mathbf {F} _{C}+\mathbf {F} _{O}},
kde {\displaystyle \mathbf {F} } je reálná (skutečná síla) působící na hmotný bod, {\displaystyle \mathbf {F} _{E}} je Eulerova síla, {\displaystyle \mathbf {F} _{C}} je Coriolisova síla a {\displaystyle \mathbf {F} _{O}} je síla odstředivá.

### Pohybová rovnice pro soustavu konající translační pohyb
Uvažujme inerciální soustavu a neinerciální soustavu, která se vůči inerciální pohybuje obecným translačním pohybem {\displaystyle \mathbf {R} (t)}. Transformační vztah mezi souřadnicemi je dán ve tvaru
{\displaystyle \mathbf {r} =\mathbf {r} '+\mathbf {R} }.
Dvojitou derivací předchozího vztahu dostaneme zrychlení ve tvaru
{\displaystyle \mathbf {a} =\mathbf {a} '+\mathbf {A} },
pomocí kterého můžeme pohybovou rovnici pro neinerciální vztažnou soustavu psát ve tvaru
{\displaystyle m\mathbf {a} '=m\mathbf {a} -m\mathbf {A} =\mathbf {F} +\mathbf {F} _{S}},
kde {\displaystyle \mathbf {F} } je reálná (skutečná síla) působící na hmotný bod a {\displaystyle \mathbf {F} _{S}} je setrvačná síla.

### Pohybová rovnice pro soustavu konající obecný pohyb
Pohybovou rovnici pro obecný pohyb získáme sloučením rovnic pro rotační a translační soustavu, čímž dostaneme rovnici ve tvaru
{\displaystyle m\mathbf {a} '=m\mathbf {a} -m\mathbf {A} -m\mathbf {\epsilon } \times \mathbf {r} '-2m\mathbf {\omega } \times \mathbf {v} '-m\mathbf {\omega } \times (\mathbf {\omega } \times \mathbf {r} ')=\mathbf {F} +\mathbf {F} _{S}+\mathbf {F} _{E}+\mathbf {F} _{C}+\mathbf {F} _{O}}.

## Příklad
Uvažujme inerciální soustavu, která je pevně spojena se Zemí o poloměru {\displaystyle R} (pro jednoduchost uvažujme Zemi jako homogenní kouli), neinerciální soustavu těsně nad povrchem Země do jejíž začátku ukazuje vektor {\displaystyle \mathbf {R} } a hmotný bod, který má vůči neinerciální soustavě polohový vektor {\displaystyle \mathbf {r} '}. Dále považujme vektor úhlové rychlosti Země {\displaystyle \mathbf {\omega } } za konstantní. Derivací polohového vektoru {\displaystyle \mathbf {R} } dostaneme
{\displaystyle {\frac {d\mathbf {R} }{dt}}=\mathbf {V} =\mathbf {\omega } \times \mathbf {R} }.
Opětovnou derivací dostaneme zrychlení ve tvaru
{\displaystyle {\frac {d^{2}\mathbf {R} }{dt^{2}}}={\frac {d\mathbf {\omega } }{dt}}\times \mathbf {R} +\mathbf {\omega } \times {\frac {d\mathbf {R} }{dt}}=\mathbf {\omega } \times (\mathbf {\omega } \times \mathbf {R} )}.
S ohledem na pohybovou rovnici soustavy konající obecný pohyb dostáváme rovnici ve tvaru
{\displaystyle m\mathbf {a} '=\mathbf {F} -m\mathbf {\omega } \times (\mathbf {\omega } \times \mathbf {R} )-2m\mathbf {\omega } \times \mathbf {v} '-m\mathbf {\omega } \times (\mathbf {\omega } \times \mathbf {r} ')}.
Jestliže jedinou reálnou silou je gravitační síla, jež má v inerciální soustavě tvar
{\displaystyle \mathbf {F} _{G}=-G{\frac {mM}{r^{3}}}\mathbf {r} =m\mathbf {a} _{G}},
kde M je celková hmotnost Země a {\displaystyle \mathbf {r} =\mathbf {R} +\mathbf {r} '} a {\displaystyle \mathbf {a} _{g}} je gravitační zrychlení, pak dosazením do předchozí rovnice dostaneme
{\displaystyle m\mathbf {a} '=-G{\frac {mM}{r^{3}}}\mathbf {r} -m\mathbf {\omega } \times (\mathbf {\omega } \times \mathbf {R} )-2m\mathbf {\omega } \times \mathbf {v} '-m\mathbf {\omega } \times (\mathbf {\omega } \times \mathbf {r} ')}.
Jestliže tato rovnice bude popisovat pohyb hmotného bodu blízko Zemského povrchu, pak si můžeme dovolit aproximaci {\displaystyle \mathbf {r} =\mathbf {R} +\mathbf {r} '\approx \mathbf {R} }. Na základě této aproximace můžeme zavést tíhové zrychlení {\displaystyle \mathbf {g} }, které je ve tvaru
{\displaystyle \mathbf {g} =-G{\frac {M}{R^{3}}}\mathbf {R} -\mathbf {\omega } \times (\mathbf {\omega } \times \mathbf {R} )}.
Jelikož pro velikost úhlového zrychlení platí {\displaystyle \omega \ll 1}, můžeme poslední člen pohybové rovnice zanedbat, čímž dostáváme výslednou pohybovou rovnici, která je dobrou aproximací pohybu v blízkosti Zemského povrchu. Výsledná pohybová rovnice je ve tvaru
{\displaystyle m\mathbf {a} '=m\mathbf {g} -2m\mathbf {\omega } \times \mathbf {v} '=m\mathbf {g} +\mathbf {F} _{C}}.